# Trampská hudba
Souslovím trampská hudba nebo i trampská píseň označujeme zvláštní a zcela specifické odvětví českého folku, které vzniklo spolu s trampingem, skautingem, Ligou lesní moudrosti (hnutí Woodcraft) již ve 20. a 30. letech 20. století. Jedním ze skladatelů byl například Jaroslav Ježek.

## Počátek tradiční trampské hudby
Zprvu se jednalo o jednoduchou, zcela neformální a spontánní lidovou zábavu, provozovanou zejména o víkendech u táborových, besedních a osadních ohňů za doprovodu kytar. První trampské písničky mívaly jednoduchý nápěv i harmonii, prostý text a bývaly zpívány zpravidla větším počtem amatérských zpěváků, a to většinou vícehlasně.
Náměty mívaly silně romantický nádech, někdy byly značně sentimentální.
Tato spontánní lidová hudba vznikala z nejrůznějších inspiračních zdrojů, jedním z nich byla dobrodružná literatura z prostředí Divokého západu a exotických krajin vůbec. Po hudební stránce vzešla trampská hudba z tradic české lidovky, z tradice kramářských písní, tradic dělnických zpěváckých spolků, jakož i z tradic obrozeneckého zpívání, příp. i z tradice kabaretních kupletů. Hudba byla silně ovlivněna i tehdejším novým hudebním stylem, jímž byl jazz. Tento nový hudební žánr právě v té době[kdy?] prožíval bouřlivý rozvoj po celém světě. Řada původních trampských autorů byla úspěšná v tom smyslu, že množství jejich písniček téměř zlidovělo a často bylo vstřebáno právě vznikajícím gramofonovým průmyslem i novým informačním médiem té doby, jímž bylo (kromě filmu) zejména rádio, tedy Československý rozhlas. Z celé řady tehdejších nadprůměrných trampských hudebních tvůrců uveďme Jarku Mottla, Edu Fořta, Jendu Kordu, Eduarda Ingriše či Mirko Vostrého, z interpretů pak vokální skupinu Settleři či současné nestory tohoto žánru Duo Červánek.

## Období moderní trampské hudby
Moderní trampská hudba začala vznikat na přelomu 50. a 60. let 20. století prakticky souběžně s tím, jak ve světě i v Československu vznikaly zárodky zbrusu nového hudebního žánru, který dnes nazýváme folk. (Příkladem za všechny budiž skupina Spirituál kvintet.) Objevila se i americká country music, kterou v 50. letech hrála skupina SALP, založená v roce 1949 Jiřím Falladou (textař mnoha písní, např. „Buráků“), Josefem Dobešem (později steelkytarista Greenhornů) a Wiktorem Wagnerem. Krom toho došlo k výrazné generační proměně, moderní trampské písničky začínaly být méně naivní, byly rytmicky i harmonicky propracovanější a tematicky zcela zjevně začaly tendovat ke zpívané poezii všedního dne. (Rodil se tak mimo jiné i nynější základ mohutného proudu současného českého písničkářství.) Změnilo se i nástrojové obsazení a s ním i provedení, téměř vymizely dříve typické mužské sbory s party bez doprovodu, provedení bylo oproti klasickému trampskému stylu výrazově bohatší. Vedle běžných kytar se začaly objevovat první mandoliny, banja, kontrabasy, bicí a další doprovodné hudební nástroje. Trampská hudba byla v té době ovlivňována nejen novými hudebními směry té doby, což byl zejména rokenrol a bigbeat (tehdejší fenomény doby: Elvis Presley a Beatles), ale i výraznými vlivy pocházejícími z americké country hudby.
Problém komunismu v Československu ovlivňoval i tuto sféru hudebního vývoje v tom smyslu, že západní hudební vlivy k nám pronikaly obtížně a mnohem pomaleji, než by tomu bylo v demokratické společnosti. A mnohé z těchto západních hudebních vlivů se dost často setkávaly, a to velmi slušně řečeno, se společenským nepochopením či přímým odsudkem ze strany oficiálních míst. Na druhou stranu to přinášelo prostor pro originální českou tvorbu. Jednou z nejvýraznějších skupin moderní trampské hudby se stala bezpochyby skupina Hoboes z osady Zlatý klíč formovaná autorskými písněmi bratrské dvojice Wabiho a Mikiho Ryvolových. Zde je nutno podotknout, že ani samotné trampské hnutí nepřijímalo vlastní „hudební modernu“ s přílišným pochopením; projevovalo se to zejména u trampů z předválečné generace. (Část trampů například zásadně nehrála písně, které se hrály v rádiu, i když se jim jinak líbily.)
Nicméně bouřlivý společenský vývoj konce 60. let a generační výměna pokračovala i v trampském hnutí a procesy společenských změn se ani zde nedaly zcela zastavit. V 60. letech začaly vznikat první skupiny amatérských nadšenců hrajících také americkou country hudbu (Greenhorns, White Stars, Rangers a další). Objevili se i první vynikající písničkáři, z nichž snad vůbec nejvýraznější byl Karel Kryl. Zrodila se tak fakticky hned celá skupina příbuzných hudebních žánrů, kdy kromě („předválečné“) klasické trampské hudby koexistovala moderní trampská hudba, právě vznikající folk i české formy country & western stylu – téměř vše, co později bývalo označováno souslovím portovní žánry, tedy hudební žánry, které byly později veřejně prezentovány novým, ve své době neuvěřitelně oblíbeným hudebním festivalem Porta. Za všechny tvůrce moderní trampské hudby jmenujme např. skupinu Pacifik Tonyho Linharta, skupinu Brontosauři bratrů Františka a Honzy Nedvědových, skupinu Hop Trop, skupinu Kamarádi táborových ohňů či zpívajícího spisovatele detektivek a klasika české sci-fi literatury Jaroslava Velinského, resp. Kapitána Kida.
Ke jmenovaným tvůrcům patří jistě i Miroslav Jaroš řečený Mirek Skunk Jaroš, autor písní „Montgomery“ („Jižní eskadrona“), „Qauntanamo“, „Rychlejší koně“, „Kristus z plastiku“, „Dopis amerického vojáka“, „Mc Laren“, „Javorový list“ („Domovenka“) a dalších.

## Současnost
Rozdíly mezi jednotlivými hudebními žánry u některých českých tvůrců nejsou nikterak výrazně patrné a mnozí z nich vyšli od klasické trampské hudby zpívané kdesi v lesích při ohníčku až k dnešní šířce či hloubce svého hudebního záběru i osobního sdělení. Klasickým příkladem budiž Wabi Daněk (jehož píseň „Rosa na kolejích“ ze supraphonské gramofonové LP desky Písně dlouhejch cest se stala nesmírně populární), který byl řazen jak do podskupiny moderní country, tak do skupiny současného folku. Na trampských základech vyrostla údajně i písničkářka Radůza, Ivan Mládek a další. V současnosti se trampské hudbě věnuje mj. Country radio v pravidelném pořadu Ozvěny osadních ohňů, který dlouho moderoval Antonín Linhart, známý trampský a countryový hudebník ze skupiny Pacifik. Trampská hudba má své pevné místo na festivalu Porta, který je i dnes jedinečný díky síti oblastních kol, jejichž vítězové postupují do Českého národního finále v Řevnicích.

## Diskografie

### Tradiční trampská píseň

#### Gramofonové desky
- LP Trampská romance, Panton, 1969, katalogové číslo 11 0207 G (Anita, Ascalona, Až budeš velký, Až přijde ta chvíle, Až ztichnou bílé skály, Hej šup, námořníci, Jdou stáda sobů, Píseň severu, Píseň starého pistolníka, Přijď jen na chvíli, Rikatado, Udělej mi křížek, maminko, Vlajka, Řeka hučí).
- LP Druhá trampská romance, Panton, 1970, katalogové číslo 01 0223 (Červánek: Mám rád krásné děvče, Ztracená stopa, Pojď, kamaráde, Odešel kamarád, Modrý dým; Inkognito: Houpy-hou, Bez tebe těžko žít, Až světýlka v dáli vzplanou; Rackové: Stříbrná hvězda na prsou, Táboráku plápolej, Indiánská láska; Westmeni: Pojď dívko s námi, Niagara, Líbám tě dnes naposledy).
- LP 40 let s trampskou písničkou, Panton, 1971, katalogové číslo 11 0281 H (Až jednou kamaráde, Cesta domů, Pán sedmi moří, A to je ta hvězda, Tuláku chudý, Až stříbro měsíce, Můj kapitáne, Ještě spí chata, Máma kovbojů, Když odejde děvče, Stará vzpomínka, Recept na zdraví, Koníčku můj, Nezapomeň hochu, Ztracená stopa, Houpy – hou, Odešel kamarád, Rikatádo, Anita, Ascalona, Speciál pro 17 strun).
- LP Trampská romance 3, Panton, 1975, katalogové číslo 11 0514 H (Soumrak, Zlatá řeka, Kovboj od Zlaté řeky, Umřel nám kamarád, Lupení, Moře hučí, Kdybys aspoň lépe lhal, On mariňák byl šilhavý, Někdy však přece jen, Můj člun tě čeká, Až za horou se rozední, Kytara a ty, Řeka nás volá, Rumpál – Durham’s Reel).
- 2 LP S kytarou po Velké řece, Supraphon, 1985, katalogové číslo 103 4551 52 H (Osada, Ztracenka si zpívá, Askalona, Jo Kanada, Prodám boudu, Sosna, Plácek v oudolí, Já mám svojí chatu, Cariboo, Rikatádo, Na osadě hráli, Širou rovinou, Prokletej bar, Ahoj kamaráde, Letí šíp, Hombre, Směs písniček Jaroslava Mottla, Tvá ústa malá, Já přijdu za tebou, Margareta, Marta, Anita, Ester, Dájo, nevolej, Šejdy Lejdy, Hvězdička, Líbám tě dnes naposledy, Řeka hučí, Vzpomínka na Svatojánské proudy, Hej šup, námořníci, Houpy hou, Mám rád krásné děvče nad řekou, Posázavskej Dan, Až ztichnou bílé skály, Mariňák, Ohně v údolí, Osada stará je naše máma).
- LP Potlach v Údolí oddechu, Supraphon, 1987, katalogové číslo 1113 4243 H (Kačák hučí jak Mississippi, Japonečka, Jedem ven, Marion, Krásná Isabel, Brašny sedlový, Pár nocí, pár jisker, Písničky Oldy Vrtišky, Žloukovická polka, Píseň domorodce, Šerif náš je dobrej táta, Tání, Hej, trampové, piráti, Údolí oddechu, Na shlednou, rodné údolí).
- LP Potlach v Údolí děsu, Supraphon, 1988, katalogové číslo 11 0195-1311 H (Šerem pustiny, Malajka, Slepička, Za osadou, Vstává den a modře svítá, Jedno prádlo, druhý prádlo, Dřímej, kamaráde, Táboráku, plápolej, Ó, Mariáno, Malá osada, Co nevidět se sejdem, Nápor na city, Tam v dáli za horama, Já se vrátím zas, Nezapomínejte, kamarádi, Stará osada je naše máma).
- LP Na vandru je sranda, Wenkow, 1991, katalogové číslo AW 003-1 311; směs tradiční a moderní trampské hudby: U Dakoty nahoře (Jarka Mottl), Vožralej vlak (Wabi Ryvola), Umřel starej kormidelník (Géza Včelička), Osado, osado (Miki Ryvola), Paroplavecká (Arnošt Mošna, Jenda Korda), Šerif Tobbi (Rudolf Harnistý, Jaroslav Štercl), Ženy, ženy (Milan Šebek), Velrybářská výprava (Tony Linhart), Houby, houby (Jarka Mottl, Jaroslav Štercl), Už nejsi, Nevado (Arnošt Mošna, Jenda Korda), Johnnyho kobyla (Charlie Fleisleber), Prodám boudu (Mirka Vl. Vostrý), Babička Dallila (Fráňa Voborský), Blacky Joe (Wabi Ryvola).

#### CD
- Píseň starého pistolníka a další trampské evergreeny: originální nahrávky z let 1929–1941, Supraphon, 1992 (Camp Boys: Do dáli tam na pobřeží, Bessie; Dickey Club Trio: U řeky Zambezi; Fanda Mrázek: Trampská dumka; Kamarádi z Údolí děsu: Naše písnička; Melody Boys: Indiánská láska; Odeon Boys: Hej šup, námořníci; Oldřich Kovář a Bajo Trio: Houpy hou, Můj hochu; Osadníci: Modrý dým, Odešel kamarád; Settlers: Až ztichnou bílé skály; Settlers Club: Vlajka, Řeka hučí, Hvězdička, Ukolébavka námořníka; Song Club: Potlach, Sosna; Westmeni: Stíny na prérii, Píseň starého pistolníka; Zelená sedma: Píseň severu; Ztracenkáři: Carriboo, Pirát, Můj koníčku).

### Moderní trampská píseň

#### Gramofonové desky
- Malá LP Osmero přání, Panton, 1974, katalogové číslo 02 485 F (Truvéři, Vše plyne, Červený kvítek, Nedohraná píseň, Poraněný koleno, Noc plná přání, Hledej dál).
- LP Písně dlouhých cest, Supraphon, 1975, katalogové číslo 1 13 1725 H (Pacifik: Tvůj čas, Tulácké blues, Dál, dál, dál; Hoboes: Tak už mi má holka mává, Samota, Ze všech chlapů nejšťastnější chlap; Kapitán Kid: Krinolína, Že máš modrý oči;  Wabi Daněk: Rosa na kolejích, Mávej; Brontosauři: Dlouhán Franky, Kamarád).
- LP No to se ví: písničky Kapitána Kida, Supraphon, 1983, katalogové číslo 1113 3344 (Nejbohatší chudej, Zrezavělý ostruhy, Jenoféfa, Slaboch Ben, Chajda halabala sroubená, Jmelí, Ráno, Píseň proti trampingu, Kapelo, hraj, Milej pane Nováku, Malá Jane, Že nejsi chic, Majonéza, Čtyři způsoby, Šanson, No to se ví).
- LP Dostavník, Supraphon, 1985, katalogové číslo 1113 3760 H (Návrat, Jaro, Pojďme si hrát, Když nám bylo patnáct let, Bílej tirák, Inzerát zn. hned, Chci sluncem být, Můj vlak, Plameny, Stopy sešlapaných bot, Bouda v údolí, Rána nejsou stejný, Tak šel čas, Dej mi tón, Hej, kočí).
- LP Trampská dvorana, Supraphon, 1988, katalogové číslo 1113 4237 H (Táhnu dál, První dáma country music, Zlatý údolí, Vyznání, Hobo a pes, Dlouhá cesta, Cesta zpátky, Letokruhy, Vítr od jihu, Alabama, Bílá bonanza, Ten zatracenej pistolník, K horám, Předpověď počasí, Do ptačích ploutví a do rybích křídel, Já jsem tak línej).
- LP Potlach v údolí Sázavy, Supraphon, 1991, katalogové číslo 11 1237 1311 (Je na západ cesta dlouhá, Jdem dál, Quadalcanal, Zatracenej život, Hochu, lásce věřit nemůžeš, Vzpomínka, Tři řeky, Až budeš velký, staneš se námořníkem, Z Prahy až na Onen svět, Za těma kopečkama, Kanadská spojka, Hledám tě dál, Buráky, Chlap se vrací).
- LP Stará dobrá Porta, Bevox, 1991, katalogové číslo IT 0001-1311 (Hoboes: Hejno Vran; Island: Šlajfka pro štěstí; Příboj: Kola nocí hřmí; Toronto: Lidská přání; Plížák: Tonka; Roháči: Chlap co tady chybí; Scarabeus: Poplivaný bar; Krakatit: Výlet s panem Godardem; Bizoni Luby u Chebu: Páni piráti; Plavci Bochov: Píseň smolařských plavců; Termiti: K štěstí klíč; Stopa: U pěti skal; Pacifik: Listopad; Rosa: Miserable; Kapitán Kid: Žádám).
- LP Stopa, Bevox, 1992, katalogové číslo DM 0001-1331 (skupina Stopa neboli Spojené trampské osady Pardubice; Můj rodný dům, Severní dráhy nádražák, Pápěří, Pár hezkejch týdnů, Aleluja, jsem tulák, Ránem dál, U pěti skal, Zelený pláně, Bláznivej čas, Padá láska, Island, Znám kout, Jdou rána, jdou, Kam chvátáš, Potlach s černou dámou, Suchou stezku vám).

#### CD
- Vandr do padesátejch, Venkow, 1991 (Ruty šuty Arizona--Kapkami si déšť--Sluníčko zlaté až zazáří--Krinolína--Ahoj, kamarádi--Stará stezka--Moře hučí--Anglická sobota--Trampe, kamaráde--Ö luno má--Zpověď--Půlnoční vlak--Quantanámo--Tramp kapitán--Zakazuje se-- Už se mi tvůj šátek v dáli ztrácí)
- Vandr do padesátejch 2, Betálné potlach na Vajtecu, Venkow, 1992 (Vandrák--Třikrát ahoj--Starý šerif--Jezero Bítovské--Velká výplata--Zlom vaz--Trápení--Pojď do mojí chaty--Mexická svatba--Hola hoši--Pampa--Píseň o nose--Prší--Řeka zpívá--Sbohem má osado--Zamilovaný kovboj--Osadou zní stará píseň)
- Na vandru je pořád sranda, Venkow Records, 1999 (Prodám boudu, Kluci to taky nemaj lehký, Píseň o nose, Tak se toulám, Zhrzená láska, Make Love Cosa Nostra, Píseň tuláka, Lokálka, Zlaté hodinky, Starý šerif, Kačák hučí jak Mississippi, Šlap, šlap jen si šlapej dále, Máme v kapse vejplatu, Čelisti, Jeden z nás je šerif, Jánošík, Johnnyho kobyla, Franta zdědil ponorku, Umřel starej kormidelník, Prázdnej stůl).

## Zpěvníky

### Klasická trampská píseň
- Edice Písničky do kapsy 18. Trampská romance 1: zpěv a kytara. 1. vyd. Panton, 1965; katalogové číslo 35-394-75. (Vlajka, Až ztichnou bílé skály, Ascalona, Až budeš velký, Hej, šup, námořníci, Píseň starého pistolníka, Bessie, Řeka hučí, Mám rád krásné děvče za řekou, Přijď na chvíli, Na řece kanoi mám, Prodám boudu, Sosna, Stíny na prérii, Cariboo)
- Edice Písničky do kapsy 24. Trampská romance 2: zpěv a kytara. 1. vyd. Panton, 1966; katalogové číslo 35-511-78. (Měsíček bledý, Do dáli tam na pobřeží, Soumrak, Vzpomínka na svatojanské proudy, Modrý dým, Chata na vodě, Hvězdičky vzplály, Anita, Pojď, dívko, s námi, Stará vzpomínka, Rikatado, Líbám tě dnes naposledy, Zlatokop Tom, Umřel nám kamarád, Maria, Ve strážním koši, Pojď, kamaráde)
- Edice Písničky do kapsy 31. Trampská romance 3: zpěv a kytara. 1. vyd. Panton, 1967; katalogové číslo 35-668-76-1. (Večer nad chatou, Kytara teskně naříká, Jim zálesák, Píseň domorodce, Zlatá řeka, Na shledanou, na shledanou, Bílé kanoe, Když odejde děvče, Odešel kamarád, Ahoj, kamaráde, Můj hochu, Večer slunko zapadá, Kamaráde drahý, Za měsíční noci, Táborový oheň, Chata pod kaňonem, Peřej, Údolí)
- Edice Písničky do kapsy 39. Trampská romance 4: zpěv a kytara. 1. vyd. Panton, 1968; katalogové číslo 35-871-79. (Lokálka, Niagara, Margareta, Tři stěžně, Táboráku, plápolej, Ještě míli, ještě chvíli, Vzpomínka, Až přijde ta chvíle, Nezapomínejte, kamarádi, Těžko je umírat v dáli)
- Edice Písničky do kapsy 40. Trampská romance 5: zpěv a kytara. 1. vyd. Panton, 1968; (Pojď děvče, Samota, Šanghaj, Malé rancho, Sám tu stál, Starý šerif, Kytara a ty, Sever, U nás na osadě, Rychle vpřed, Opuštěná je chata má, Kanada kouzla zbavená)
- Edice Písničky do kapsy 50. Trampská romance 6: zpěv a kytara. 1. vyd. Panton, 1969; katalogové číslo 35-026-75. (Pod širák, Můj koníčku, Můj wigwam, Už nejsi, Nevado, Tulácká romance, Děvče, jsem námořník, Kluci, hledám kapitána, Slib mi, že nebudeš plakat, Nejvěrnější kamarád je pes, Udělej mi křížek, maminko)
- Edice Písničky do kapsy 51. Trampská romance 7: zpěv a kytara. 1. vyd. Panton, 1969; katalogové číslo 35-054-81. (Lupení, Kanoe, Zlaté dno, Krásná Isabel, Na osadě hráli, Ztracená stopa, Zpátky se vrátíš, Až budu sám, Bez tebe těžko žít, Písnička mého srdíčka)
- Edice Písničky do kapsy 57. Trampská romance 8: zpěv a kytara. 1. vyd. Panton, 1970; katalogové číslo 35-088-82. (Krinolina, Vím o údolí, Děravá houně, Tábor na řece, Ó, Mery, Píseň kaňonu, Nám patří svět, Vesele si zpívej, Recept na zdraví, Kamarádi, kamarádi, Půlnoční uspávanka, Kovboj od zlaté řeky, Můj člun tě čeká, Děvčata, máte smutné oči…, Hledám děvče pro svou chajdu)
- Edice Písničky do kapsy 67. Trampská romance 9: zpěv a kytara. 1. vyd. Panton, 1971; katalogové číslo 35-152-79. (Na osadě, Obláčku bílý, Odliv hučí, Svět mladých, Jen ty jediná, Sny pod dekou, Podzimní píseň, Nedělička, neděle, Přijďte, kamarádi…, Písnička poslední, Někdy však přece jen, Holky, máte smůlu)
- Edice Písničky do kapsy 68. Trampská romance 10: zpěv a kytara. 1. vyd. Panton, 1971; katalogové číslo 35-038-79. (Holčičko má, Dech šalvějí, Zpíváme si v lese, Rád se vrátím zas, Hau, prérie hoří, Když se večer blíží, Šedivíme, kamarádi…, Přijď za mou ozvěnou, Měsíčku, měsíčku, Vždycky jsem myslíval...)
- Edice Písničky do kapsy 76. Trampská romance 11: zpěv a kytara. 1. vyd. Panton, 1972; (Cesta domů, Koníčku můj, Můj kapitáne, Máma kovbojů, Tuláku chudý, Ještě spí chata, Stará vzpomínka, Nezapomeň, hochu, Recept na zdraví, Pán sedmi moří, A to je ta hvězda, Až stříbro měsíce, Když odejde děvče, Až jednou, kamaráde…)
- Edice Písničky do kapsy 83. Trampská romance 12: zpěv a kytara. 1. vyd. Panton, 1973; katalogové číslo 35-390-79. (Loučení, Za osadou, Zlatokop, Cizinče stůj, Parta s Martou, Já tvou chajdu vždycky najdu, U řeky Zambezi, Má stará kytara, Krev dobrodruhů, Tam někde daleko, V tvých očích vidím, Do chaty, To zas bude flám!)
- Edice Písničky do kapsy 90. Trampská romance 13: zpěv a kytara. 1. vyd. Panton, [1974]; katalogové číslo 35-103-81. (Bílý den, Listopad, Moře hučí, Calamity Jeanne, Šilhavý střelec, Když sluníčko svítí, Osm bílých mustangů, Trampská ukolébavka, Ukolébavka námořníka, My jsme kluci očkovaní, Marion)
- Edice Písničky do kapsy 103. Trampská romance 14: zpěv a kytara. 1. vyd. Panton, 1977; katalogové číslo 35-694-77. (Páteční vlak, Pirátská, Cesta domů, Dravá řeka, Sám u ohně, Rudý červánek, Osado, zpívej, Větrná zátoka, Tajemné proudy, Zpěv námořníka, Řeka nás volá, Jediná lásko má!)

### Moderní trampská píseň
- Hop trop: písničky trojhlasně. 2., rozšíř. vyd. Cheb: G + W, 2003. 271 s. ISMN M-706509-45-7.
- Edice Akord 2. Ladislav Huberťák Kučera. I. díl. Lidové nakladatelství, 1991. ISBN 80-7022-115-1. (Amazonka, Bejvalej lodník, Bláto na botách, Dlouho nejel žádnej vlak, Aby nás voda nesla, Betty, Černej den, Bloudivej vekslař, Dál šíny zvoní, Dobrej vítr, Hej! Kapitáne!, Dvě noty půlový, Já ho znal, Čas to vzal, Dvoukolák, Delegace, Fajn džob, Jasný jak facka, Je to děs, Hej Tome!, Já kdysi v dokách, Jonatán, K horám, Matylda, Louisiana, Málem tekla krev, Lodníkův lament, Kláda, Lufťáci, Město, Nehrálo se o ceny, Mokrý duše, Nultej poledník, Obchodník s deštěm, Pláň, Ohradník, Podběl, Podraz, Pošťák, Poslední kroky, Překvápko, Příbuzná, Růža)
- Edice Akord 3. Ladislav Huberťák Kučera. II. díl. Folk a country klub, 1992
- Edice Písničky do kapsy 126. Hop Trop live na Petynce. 1. vyd. Panton, 1987.
- Edice Písničky do kapsy 126. Hop Trop live na Petynce. 2. vyd. Panton, 1988; katalogové číslo 35-066-88. (Říkal mi brácho, Aby nás voda nesla, Dál šíny zvoní, Pošťák, Tak holka jdeme, Podběl, Štěně, Psí závody, Kláda, Obchodník s deštěm, Zvadlo, Já ho znal).

## Autoři, interpreti
- Jaroslav Ježek
- Kapitán Kid
- Wabi Ryvola
- Miki Ryvola
- Wabi Daněk
- Vojta Kiďák Tomáško

## Hudební skupiny
- Hoboes
- Hop Trop
- Kamelot (folková hudební skupina)
- Pacifik (skupina)

## Festivaly trampské hudby
Olešnická kytka – festival country, folk a trampské hudby. Pořádá T. O. Zmijáci. Festival se koná v Olešnici na Moravě, každoročně první víkend v červnu.

#### Periodika
- Portýr, festivalový bulletin (1970–1982), zpravodaj, noviny … (1983–) festivalu Porta; viz též Muzeum a archiv populární hudby Popmuseum, ©1999–2022, https://www.popmuseum.cz/knihovna/programy-a-bulletiny/portyr
- Portýr: metodický bulletin pro trampskou, folkovou a country hudbu. Praha: Ústav pro kulturně výchovnoou činnost, 1988–1990.
- Portýr. Český Krumlov: Sdružení Porta, 1993–[2000?]; Ořechov u Brna: Sdružení Porta, 2001–[2004?]; [Český Krumlov?]: ABP center, 2005–?. ISSN 1210-6968. Dostupné také z: http://www.interporta.cz/portyr
- RePortýr: noviny Mezinárodní hudební soutěže Interporta. Ústí nad Labem: Interporta, 2018– . [Dříve jako Portýr, ISSN 1210-6968.] Dostupné také z: http://www.interporta.cz/portyr